# Meisjes (televisieprogramma)
Meisjes is een Vlaamse online jeugdserie van Ketnet en Sputnik Media. Het programma wordt in 'realtime' via internet uitgezonden, waarna op zondag op televisie en internet een weeksamenvatting volgt. Meisjes is gebaseerd op de Noorse webserie Jenter.
In elk seizoen wordt er ingezoomd op een van de personages.
Het eerste seizoen werd uitgezonden vanaf september 2020. In april 2021 volgde het tweede seizoen, in augustus 2021 het derde en het vierde seizoen werd uitgezonden vanaf april 2022. In september 2022 werd het vijfde seizoen van ‘Meisjes’ uitgezonden, een back to school special, waarbij de meisjes startten in het middelbaar. Vanaf april 2023 volgde het zesde en laatste seizoen.
In april 2022 kreeg de serie bij het Gala van de Gouden K's de prijs voor beste Ketnet-serie van 2021.
| Seizoen | Aantal afleveringen | Hoofdpersonage |
| ------- | ------------------- | -------------- |
| 1       | 10                  | Luna           |
| 2       | 10                  | Amélie         |
| 3       | 10                  | Fleur          |
| 4       | 10                  | Cleo           |
| 5       | 1                   | Amélie         |
| 6       | 10                  | Fleur          |

## Rolverdeling
Hoofdrollen:
| Acteur                | Personage |
| --------------------- | --------- |
| Jackie Gilles         | Luna      |
| Lore Heremans         | Amélie    |
| Alycia Metdepenningen | Fleur     |
| Amira Elwaleed        | Cleo      |

Bijrollen:
| Acteur                | Personage |
| --------------------- | --------- |
| Dries van Cauwenbergh | Ferre     |
| Sebe Buermans         | Jack      |
| Linne De Donder       | Julie     |
| Paulien Debock        | Anna      |
| Noah Shema            | Timon     |
| Ronja Michels         | Isa       |
| Anas Emhandi          | Rayan     |
| Stef De Gruyter       | Elias     |
| Rachel Dedain         | Nina      |
| Lio De Block          | Emma      |
| Olivier Debaere       | Stan      |
| Kalliópi Gounakis     | Jasmijn   |
| Anneloes Knaepen      | Sophia    |